# Національний старий театр імені Гелени Моджеєвської
Національний старий театр імені Гелени Моджеєвської у Кракові (польською: Narodowy Stary Teatr im. Heleny Modrzejewskiej) — одна з найстаріших громадських сцен у Польщі та національна установа культури, вперше відкрита в 1781 році. Названа на честь відомої актриси Гелени Моджеєвської.

## Історія
Театр створили депутат польського парламенту (Сейму) Фелікс Орачевський та актор Матеуш Вітковський. 17 жовтня 1781 року міська влада Кракова дала Вітковському дозвіл на комедію за умови, що він щомісяця платить до муніципальної казни п'ятдесят польських злотих. У 1798 році Яцек Клюшевський, староста Бжега, переобладнав дві власні будівлі на приміщення театру.

## Сучасність
Театр є провідним театром Польщі. У 1997 році режисером стала Кристина Майснер. Проте її перебування ускладнювало діяльність закладу, і наступного року на прохання акторів Майснер залишила посаду.
У 2016 році в підвалах будівлі театру 13 століття відкрився Інтерактивний музей / Центр театральної освіти MICET.
 